# Динамо (Станіслав)
«Дина́мо» (Станіслав) — аматорський радянський український футбольний клуб зі Станіслава (нині Івано-Франківська), заснований 1940 року. Учасник та призер чемпіонату Станіславської області, володар Кубка області. Виступав у першості УРСР серед команд Добровільних спортивних товариств (ДСТ).

## Історія
Футбольна команда була створена в лоні станіславського ДСТ «Динамо» навесні 1940 року. Домашні поєдинки динамівці проводили на відомчому стадіоні, націоналізованого радянською владою в польського спортивно-гімнастичного товариства «Сокул» осінню 1939-го. У ході свого становлення команда комплектувалася з числа спортсменів-працівників правоохоронних органів області, підсилених найкращими гравцями колишніх польських футбольних клубів краю. Опікуном «Динамо» був начальник Станіславського УНКВС Олексій Михайлов.
Офіційний дебют футбольного колективу стався в рамках чемпіонату міста проти «Шкіряника» 5 травня 1940 року (рахунок — 1:3). Осінню цього ж року динамівці здобули свій перший почесний трофей. 3 листопада 1940-го у фінальному матчі прем’єрного Кубка Станіславської області, який серед іншого супроводжувався скандальними подіями, «Динамо» на клубному стадіоні перемогло спортивну команду села Ямниця (колишній «Вихор») 4:0.
У період власного становлення, окрім участі в обласних та міських турнірах, колектив виступив співорганізатором кількох товариських матчів з представниками інших регіонів УРСР. До початку німецько-радянської війни станіславці встигли позмагатися з наступними клубами: 1940-го — кам’янець-подільським «Динамо» (6:1), львівським «Динамо» (2:6) та збірною м. Чернівці (1:1); 1941-го — чернівецьким «Динамо» (2:1). Особливо пам’ятним у серії цих  зустрічей став двобій 8 червня 1941 року  в Станіславі проти резервного складу своїх іменитих київських одноклубників (рахунок — 3:4). Останній передвоєнний матч станіславці зіграли 15 червня в рамках першості ДСТ «Динамо», здолавши сусідів тернополян (2:0). За тиждень після цього клуб вимушено призупинив свою роботу.
У середині 1940-х станіславське «Динамо» відновило участь у спортивних змаганнях різного рівня. Найвдалішим для команди став сезон 1948-го — вона одночасно тріумфувала в чемпіонаті та кубку області. Ще раз, втретє у своїй історії, динамівці здобули обласний кубок через два роки. 
У повоєнні літа команда також виступала і в першості УРСР серед спорттовариств. Але протягом 1947–1949 років особливих успіхів у зональних змаганнях цих республіканських турнірів станіславський колектив не досягнув. 
1951 року футбольний клуб «Динамо» (Станіслав) припинив свої виступи на обласній та всеукраїнській аренах. 

## Досягнення
- Чемпіонат Станіславської області
  -  Чемпіон : 1948
  -  Віце-чемпіон (1?): 1949

- Кубок Станіславської області
  -  Володар (3): 1940, 1948, 1950

## Відомі гравці
- Збіґнєв Венцель